# 殷恭邃
殷恭邃，同安郡（今安徽省潜山市）人，隋朝末年民变领袖。
隋朝末年，殷恭邃据同安郡反隋，受占据歙州的汪华的影响。唐高祖武德五年（622年）正月初四丙戌日，殷恭邃归降唐朝。唐朝改同安郡为舒州，以殷恭邃为舒州刺史。